# Adoració dels Mags (Dürer)
L'Adoració dels Mags o dels Reis (en alemany Anbetung der Könige) és un quadre del pintor alemany Albrecht Dürer. És un oli sobre taula, pintat el 1504. Fa 100 cm d'alt per 114 cm d'ample. Està signat i datat. S'exhibeix actualment a la Galeria dels Uffizi de Florència (Itàlia), on s'exposa amb el títol d'Adorazione dei Magi.
En realitat es tracta del panell central del Retaule Jabach, que ha estat dividit. Les ales laterals es troben repartides per museus alemanys: l'Institut Städel de Frankfurt, el Museu Wallraf-Richartz de Colònia (Alemanya) i la Alte Pinakothek de Múnic.
És una obra encarregada pel rei Frederic III de Saxònia i realitzada per Dürer a la seva maduresa i després d'un viatge a Venècia, que el va influenciar en l'estil. El més interessant és el tractament que fa de la perspectiva, molt marcada i estudiada, en diagonal i amb el punt de fuga a l'esquerra. Aquesta perspectiva diagonal és innovadora a la seva època i serà característica de la posterior pintura barroca.

## Descripció
És una pintura religiosa que mostra l'escena de l'adoració dels tres Reis Mags d'Orient al nounat Jesús, que és amb la seva mare. Aquestes figures ocupen la major part de quadre, centrades al mig i amb la Mare de Déu una mica a l'esquerra. El conjunt està format per quatre figures monumentals, els reis i la Mare de Déu, disposats de forma molt simètrica i amb el nadó al mig. Les seves expressions són força simples.
La Mare de Déu sosté el seu fill a la falda, que s'acosta cap endavant al rei Melcior, agenollat i representat com el rei més gran, calb i amb barba blanca. Just darrere, en segon pla, està dret el rei Gaspar, més jove, amb cabell llarg i ondulat, llarga barba també de color castany i que té el rostre del mateix Dürer. A la dreta, també de peu, hi ha un molt jove rei Baltasar, de raça negra. Gaspar i Baltasar tenen el rostre de perfil, mirant-se entre ells, i sostenen els seus regals a les mans.

## Estil
Destaca la perspectiva diagonal, ja comentada, i els colors vius i intensos típics del pintor. S'hi aprecia un enorme detallisme: insectes al primer pla, la pedreria dels vestits dels Reis, etc. El paisatge fa pensar a la pintura flamenca, hi apareixen elements de la natura amb edificacions en ruïnes. Les figures humanes dialoguen naturalment en aquest entorn, cosa que pot recordar Leonardo da Vinci.
Se li nota una influència més àmplia de la pintura del renaixement italià, que va conèixer a Venècia. A part dels colors vius i de l'actitud de les figures, que a més de pertànyer a aquest estil ja agradaven abans a Dürer, hi destaca el tractament de la llum, molt típic de la pintura veneciana. A més, concretament es pot precisar la influència del pintor Andrea Mantegna a l'arquitectura pintada a la part posterior del quadre, així com la de Giovanni Bellini a la figura de la Mare de Déu.